# Sahat Sitorus

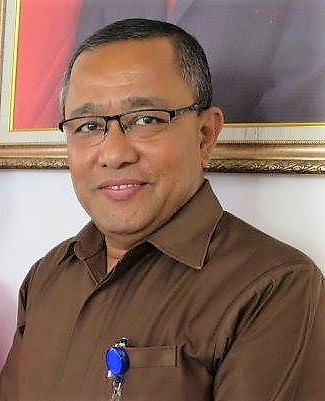
Sahat Sitorus (2017)

Sahat Sitorus ist ein indonesischer Diplomat.
1994 war Sitorus stellvertretender Konsul des indonesischen Generalkonsulats in Toronto (Kanada).
Am 13. März 2017 wurde Sitorus von Präsident Joko Widodo zum indonesischen Botschafter in Osttimor ernannt. Am 30. Juni übergab er seine Akkreditierung an Präsident Francisco Guterres. Sitorus folgt damit in diesem Amt Marcellinus Primanto Hendrasmoro. 2021 endete seine Dienstzeit in Osttimor.
Sitorus ist seit 1997 mit Bintang V.C. Sitorus-Sitanggang verheiratet.